# Magia
Magia ist der Name einer römerzeitlichen Siedlung (vicus) oder Strassenstation in der Provinz Raetia, die ausschliesslich auf der Tabula Peutingeriana (Segment III/1) erwähnt wird. Ihre Lokalisierung ist umstritten, als mögliche Standorte wurden Balzers, der Burghügel Gutenberg, Mäls und Schaan in Liechtenstein sowie Maienfeld und die St. Luzisteig im Schweizer Kanton Graubünden diskutiert.

## Lokalisierung
Auf der Tabula Peutingeriana ist Magia auf der Strassenroute von Brigantio (Bregenz) nach Mediolanum (Mailand) zwischen den Stationen Clunia (Feldkirch/Altenstadt) und Luria bzw. Curia (Chur) eingezeichnet. Obwohl es sich um eine spätantike Strassenkarte handelt, sind viele der auf der Tabula Peutingeriana eingezeichneten Orte chronologisch widersprüchlich. Der mit Magia verbundene Streckenverlauf ist jedoch im Wesentlichen auf das 3. und vor allem das 4. Jahrhundert n. Chr. eingrenzbar. Bis heute wurde kein Standort identifiziert, dem sich Magia zweifelsfrei zuordnen ließe. Ein Hauptgrund für die Kontroverse um die genaue Standortbestimmung dürfte in der Tatsache liegen, dass Magia im heutigen Grenzgebiet zwischen dem Fürstentum Liechtenstein und dem Schweizer Kanton Graubünden zu lokalisieren ist. Historiker beider Länder haben seit dem 19. Jahrhundert versucht, Magia in ihrem Gebiet zu verorten.
Mauerreste unter dem Ostteil der Gemeinde Balzers im Süden Liechtensteins deuten auf eine grössere römische Besiedlung an diesem Ort hin, deren ursprüngliche Ausdehnung unbekannt ist. Ob es sich dabei um Magia handelte, ist unklar. Für eine Verortung Magias in Balzers könnte jedoch auch der Ortsname sprechen, der sich aus dem frühmittelalterlich belegten Namen Palazoles ableitet. Dieser lässt sich sprachgeschichtlich von lateinisch palatiolum herleiten, was „kleine Pfalz“ oder „kleiner Königshof“ bedeutet. Auch eine Ableitung von palatiola für „kleiner Herrensitz, Zwischenstation“ ist möglich. Archäologische Funde haben auch schon zu der These geführt, dass Magia um oder auf dem herausstechenden Burghügel Gutenberg in Balzers zu verorten ist.
Bereits der erste liechtensteinische Historiker Peter Kaiser setzte Magia 1847 mit dem Weiler Mäls bei Balzers gleich. Diese Lokalisierung ergibt sich vor allem aus der Wortähnlichkeit Magias zu Mäls bzw. dem im frühmittelalterlichen Churrätischen Reichsgutsurbar 842/43 erwähnten Meilis, welches aber vermutlich eher Mels im Kanton St. Gallen meint. Ein Abgleich der (mit Vorsicht zu geniessenden) Distanzangaben auf der Tabula Peutingeriana mit den heutigen Orten brachte 1958 auch den Historiker Georg Malin dazu, Mäls mit Magia gleichzusetzen. Seit der Entdeckung der Überreste eines römischen Kastells in Schaan einige Kilometer nördlich von Balzers/Mäls wurde Magia auch dort vermutet, was jedoch vor allem aus sprachgeschichtlicher Sicht eher unwahrscheinlich scheint.
Für eine Identifizierung Magias mit Maienfeld in Graubünden sprechen vor allem etymologische Gründe. Sprachgeschichtlich wird seit einem 1910 von Isidor Hopfner verfassten Aufsatz angenommen, dass Magia sich vom gallischen Wort magos (Ebene/Feld) bzw. dessen Diminutiv magilos (kleine Ebene) ableitet. Nach der Zurückdrängung der romanischen Sprache wäre es dann durch eine Dopplung des Wortes zur Entstehung der Bezeichnung Maginvelt für Maienfeld gekommen, welche aber erst ab 1282 nachgewiesen ist. Der rätoromanische Name für Maienfeld lautete Maiavilla. Jedoch sind aus Maienfeld keine hinreichenden archäologischen römerzeitlichen Funde bekannt, die auf eine Siedlung oder Strassenstation hindeuten würden. Da die auf der Tabula Peutingeriana eingezeichnete Strassenführung über die Passstraße der St. Luzisteig zwischen Balzers und Maienfeld verlief, wäre eine Verortung Magias auch dort möglich. Aus römischer Zeit wurden dort Münzen sowie Votivgaben aus einem Passheiligtum ausgegraben.
Während das Historische Lexikon der Schweiz Magia mit Maienfeld gleichsetzt, erklärt das Historische Lexikon des Fürstentums Liechtenstein die Zuordnung für unsicher.